# Скит Святого Пантелеимона
Скит святого Пантелеимона (греч. Σκήτη Αγίου Παντελεήμονος) находится возле монастыря Кутлумуш и административно ему подчиняется. Не следует путать скит с одноимённым афонским монастырем.
Основан иеромонахом Харлампием в 1785 году.
Скит состоит из соборного храма, библиотеки (1848), звонницы (1792) и 23 калив. Главный храм был заложен в 1782 году и освящён в 1790 году. Купол храма и помещение справа от алтарной части были расписаны фресками в 1868 году. Комплекс главного храма включал в себя также трапезную и гостиницу.
Во дворе скита растёт большой кипарис. Святынями скита считаются частицы мощей святого Пантелеймона, Василия Великого и апостола Иакова. Имеется чудотворная икона Пантелеймона XVIII века.
В скиту подвизаются 20 монахов.